# Adesso tu/Un nuovo amore
Adesso tu/Un nuovo amore è un singolo del cantante italiano Eros Ramazzotti, pubblicato nel 1986.
Fu il singolo di lancio del secondo album dell'artista, Nuovi eroi.
Adesso tu è una canzone scritta da Ramazzotti, Piero Cassano ed Adelio Cogliati, interpretata dal cantante romano al Festival di Sanremo 1986, dove conquistò la vittoria.
Successivamente verrà inserita nell'antologia Eros del 1997, in una nuova versione, ed E² del 2007, con gli arrangiamenti del maestro Gian Piero Reverberi e della London Session Orchestra.

## Tracce
Testi di Piero Cassano e Adelio Cogliati e musiche di Eros Ramazzotti
Lato A
1. Adesso tu – 3:59

Lato B
1. Un nuovo amore – 4:10

## Classifiche

### Classifiche settimanali
| Classifica (1986) | Posizione massima |
| ----------------- | ----------------- |
| Austria           | 1                 |
| Italia            | 1                 |
| Svizzera          | 1                 |

### Classifiche di fine anno
| Classifica (1986) | Posizione |
| ----------------- | --------- |
| Austria           | 3         |
| Italia            | 11        |
| Svizzera          | 1         |

## Riferimenti nella cultura di massa
Nel 2010 il brano è stato ripreso da Marracash e Giusy Ferreri nel singolo Rivincita, che contiene un estratto del testo. Il rapper ha affermato di aver voluto così citare la musica italiana che lo ha segnato e che oggi non esiste più.